# Brachycephalus ephippium
Brachycephalus ephippium är en groddjursart som först beskrevs av Johann Baptist von Spix 1824.  Brachycephalus ephippium ingår i släktet Brachycephalus och familjen Brachycephalidae. Inga underarter finns listade.
Detta groddjur förekommer i östra Brasilien i delstaterna Rio de Janeiro, São Paulo och Minas Gerais. Det vistas främst i bergstrakter upp till 1200 meter över havet och det besöker låglandet. Arten lever i Atlantskogen. Den gömmer sig på natten under lövskiktet, i döda träbitar och bland rötter. För äggens och grodynglens utveckling är fuktigheten på marken tillräcklig.
Beståndet hotas av landskapsförändringar. I regionen inrättades flera skyddszoner. IUCN kategoriserar arten globalt som livskraftig.